# 莫兰特湾暴动

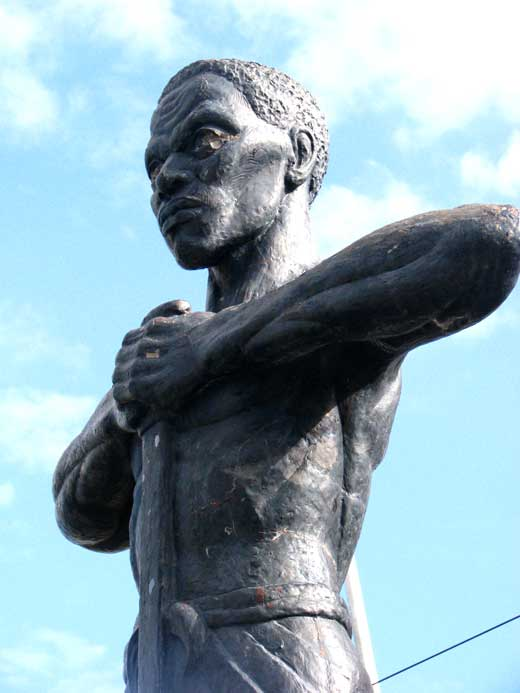
位于莫兰特湾的历史纪念雕像（保罗·博格）

莫兰特湾暴动（英語：Morant Bay Rebellion）是1865年10月11日在牙买加东部的圣托马斯教区，围绕着法院对一名黑人的审判，引发了众多黑人在莫兰特湾街市与殖民当局发生的暴力冲突，这次的暴动是牙买加历史上的一个重大事件，它也引发了英国本土的轩然大波。直到今天，这个事件一直都是研究黑奴和殖民地历史的学者们所提及的话题。

## 历史背景
19世纪随着废奴运动的高涨，牙买加也于1834年终止了奴隶制，解放了的黑奴们获得了选举权。可是由于绝大部分黑人处于极度贫困的生活之下，而高昂的投票门槛费却又将广大黑人的选举权排斥在外。1864年如果按照选举人的比例，黑人和白人的比例是32比1，然而在436,000的黑人当中，能够投票的不到2,000人，能够参选和当选的几乎是白人。1865年由于持续两年的干旱导致的农作物歉收，另外再加上国际市场糖价的下跌，冲击了牙买加的经济，黑人的经济状况更为恶化，激化了广大黑人与上层社会白人的矛盾。为此呼吁改革各项制度，改善黑人境遇的呼声越来越高。在争取黑人权力的改革者运动中，出现了两个历史人物。一个是以温和派为代表的乔治·戈登（George Gordon）。他是白人种植园主与黑人女奴的私生子，天资聪颖、自学成才，成为自由民后，又经商成功，拥有土地和种植园。他积极介入政治，参加政党，为黑人争取权利。另外一个是浸信会牧师保罗·博格(Paul Bogle)，他在广大下层黑人当中很有影响力，这些人中间不乏激进者。

## 事件经过
1865年10月7日，一名黑人在莫兰特湾法院受审，被控擅自闯入长期废弃的甘蔗种植园。教区的贫穷黑人对这件土地不平等的判案感到愤怒，并在博格的领导下游行到法院。尽管游行过程是和平的，但当黑人旁观听众詹姆士·盖格冈愤怒地谴责指控时，诉讼程序被中断。在警察试图抓住他，将他逐出法院的过程中，警察与其他旁听者观众发生了争斗。在追赶盖格冈时，两名警察遭到人群中投出的石块和棍棒的攻击。与此同时审判继续进行，盖格冈为此被当场定罪并入狱。到了第二个周一，法院以骚乱、拒捕和殴打警察为由，对包括游行示威组织者保罗·博格的几名男子发出了逮捕令。但是由于博格支持者的阻扰，警察无法抓到博格本人。几天之后的10月11日，博格带领着数百名牙买加黑人农民再度游行到莫兰特湾。游行者们宣誓：“效忠黑人，远离白人”。有人说这似乎表明这些黑人们准备要起事，而研究加勒比地区历史的学者盖德·休曼（Gad Heuman）则认为，他们是习惯采用非洲传统的集合团体方式来进行抗争。

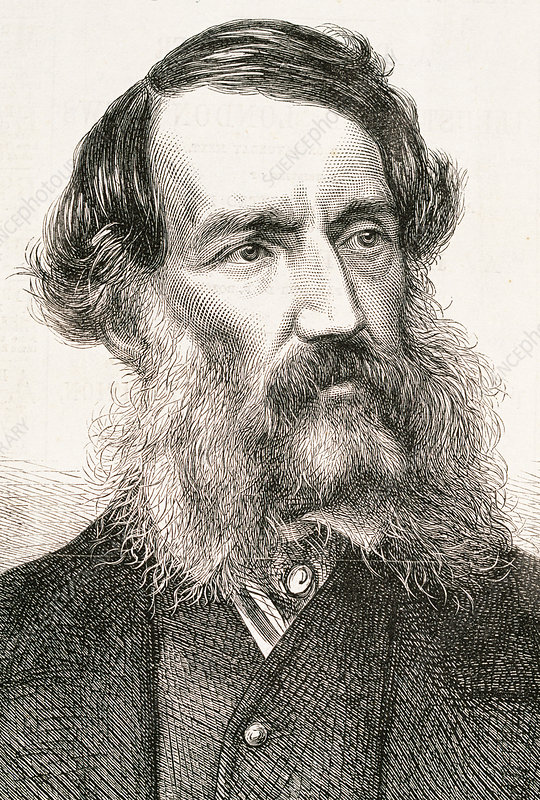
总督爱德华·约翰·艾尔

当人群来到莫兰特湾法院时，他们遇到了由当地官员以及一小部分来自农场的私人武装民兵。人群开始向民兵们投掷石头和棍棒，于是民兵向抗议者开枪射击，被激怒了的黑人抗议者们防火焚烧了法院和附近的建筑物。在农场主组建的民兵们撤离之前，双方各超过25人死亡。接下来的两天中，暴动的黑人农民接管了东部的圣托马斯教区
牙买加总督爱德华·约翰·艾尔立即做出了反应，他派出了亚历山大·纳尔逊（英军军官）准将 率领的军队缉拿武器装备劣势的暴动参与者。军队在搜捕过程中并没有遇到有组织的抵抗，但是军队却不问青红皂白地开枪，而他们中的大多数都没有参与过法院的暴动或后来的骚乱。历史学家盖德·休曼(Gad Heuman)将其称之为恐怖统治。最终，共有439个牙买加黑人在镇压中被杀害，以戈登、博格为首的354人被捕。由于戈登曾在牙买加议会，以及1865年春夏的多次公开集会上严厉批评过艾尔总督。艾尔便认为戈登策划了这场叛乱，最后戈登、博格以及其他14个人（其中还包括博格的弟弟）以叛乱罪分别于10月23日、24日被判处绞刑。作为惩罚，另外还有600人（包括孕妇）也受到了鞭刑和长期监禁。

## 英国本土的反响
莫兰特湾暴动的消息传到了英国后，出现了两种不同反响，他们就艾尔总督对暴动的处理方法发生了激烈争论。艾尔总督于1866年回到英国，支持方为他举办了欢迎晚宴；而另外一方在某晚召开了抗议集会，要求以屠杀的罪名将他弹劾。反对方成立了牙买加委员会，传唤艾尔以说明在镇压过程中有无过当行为。这个委员会分别由自由派代表约翰·布莱特、约翰·斯图尔特·密尔、查尔斯·达尔文、托马斯·亨利·赫胥黎、托马斯·休斯、赫伯特·斯宾塞等人，和以支持艾尔总督的保守派的托马斯·卡莱尔、查尔斯·金斯莱、约翰·拉斯金、查尔斯·狄更斯、丁尼生等人组成。艾尔两度以杀人罪被起诉，但最后不了了之。

## 事件后的牙买加
在暴动事件之前，尽管黑人还不能完全享有参与政治的选举权，但是也有像乔治·戈登这样有一定经济实力的有色人进入了议会，这已经引起了殖民当局的不安。事件之后，艾尔在殖民当局当地官员的支持下，对牙买加议会施加压力迫使其放弃宪章，结束了历经两个世纪之久的当地选举，白人农场主被指定为总督，牙买加被置于英国王室的直接统治之下。